# Крал на Румъния
Крал на Румъния (на румънски: Regele României) или крал на румънците (на румънски: Regele Românilor) е титлата на монарха на Кралство Румъния от 1881 до 1947 г., когато Румънската работническа партия провъзгласява Народна република Румъния след принудителната абдикация на Михай I.

## История
Държавата е международно призната като княжество от 1862 г. след създаването на Обединените княжества – лична уния между Молдова и Влахия, които по това време са васални държави на Османската империя. Александру Йоан I става управляващ принц след официалното обединение на двете бивши отделни държави, като той е избран за княз на двете държави през 1859 г. Свален е от власт през 1866 г. от широка коалиция на основните политически партии, след което парламентът предлага трона на Принц Карл от Хоенцолерн-Зигмаринген, който впоследствие става новият монарх (приема името Карол I).
Независимостта на Румъния от Османската империя е призната през 1878 г. с Берлинския договор. В израз на пълен суверенитет, княжеството е издигнато до кралство през 1881 г., когато Карол I става крал на Румъния. Карол I умира през 1914 г. и е наследен от своя племенник Фердинанд I.
През 1927 г. Фердинанд I умира и страната е оставена на грижите на регентство, оглавявано от принц Никола Румънски, по време на управлението на малкия внук на Фердинанд, Михай I (който по това време е само на шест години) и неговият баща (Карол II), който се отказва от правата си върху трона през 1925 г. Карол II, за разлика от Карол I, в началото нямал желание да управлява Румъния и често бил извън страната, изследвайки останалата част от Европа с любовницата си. Първото царуване на Михай ще бъде краткотрайно – само три години, докато баща му Карол II се завърне, за да оспори титлата по заповед на недоволна политическа фракция, която организира внезапен „държавен преврат“.
След десетгодишно управление, Карол II е принуден да се откаже от короната си в резултат на недоволство заради Вторият виенски арбитраж, която принуждава Румъния да предаде Северна Трансилвания на Унгария. След войната се жени за дългогодишната си любовница Елена Лупеску. Двойката се установява в Португалия, а „кралят на плейбоите“, както е наричан, никога не се завръща в Румъния.
Кралство Румъния е конституционна монархия през по-голямата част от своето съществуване с изключение на 1938 – 1944 г., по време на диктатурите на Карол II (1938 – 1940) и Йон Антонеску (1940 – 1944). На 23 август 1944 г. Михай I възстановява последната демократична кралска конституция от 1923 г. Въпреки това, по време на второто си управление (1940 – 1947), Михай I царува предимно като извънконституционен крал, без парламентарен вот. Парламентът първоначално е спрян и възстановен едва по-късно, през 1946 г. Михай I е коронясан и миропомазан от православния патриарх Никодим Мунтеану в патриаршеската катедрала на Букурещ в деня на второто му встъпване на 6 септември 1940 г. Въпреки това, от правна гледна точка, Михай I не може да упражнява голяма власт освен някои прерогативи, като например да бъде върховен началник на армията и да назначи пълномощен министър-председател.
На 23 август 1944 г., когато Червената армия вече е на територията на Румъния, Михай I сваля съюзения с германия диктатор Йон Антонеску по настояване на опозиционните партии и присъединява страната към съюзниците. Подпомогнати от присъствието на съветските сили, комунистите постепенно поемат контрола над администрацията. На 30 декември 1947 г. крал Михай I е принуден да подпише своята абдикация. На същия ден парламентът провъзгласява страната за народна република. Младият и вече бивш крал и бившата кралица майка Елена са принудени да напуснат Румъния на 3 януари 1948 г. с кралския влак по искане на доминираното от комунистите правителство. Кралските имоти са национализирани по-късно същата година.

## Завръщане от изгнание
След революцията от 1989 г. бившият крал се завръща в Румъния, като получава ентусиазиран прием по улиците на Букурещ. Възстановени са кралските имоти и другите имоти на бившето кралско семейство в Румъния. Въпреки това страната запазва републиканския си характер.
Бившият крал е уважаван и признат от парламента. Внукът му редовно посещава различни организации в Румъния. Принцеса Маргарета и нейният съпруг връчват кралски ордени от името на бившия крал на избрани румънци.
Кралската къща е популярна и до днес. През 2014 г. министър-председателят Виктор Понта обещава да се направи референдум дали да възстанови или не монархията, ако бъде преизбран. Един от площадите е наречен в чест на крал Михай I през 2012 г. След смъртта на бившия крал през 2017 г. и до голяма степен положителната реакция на населението към кралското семейство на погребението му, румънските политици обсъждат дали да проведат референдум за възстановяване на монархията, като около половината от населението (в началото на 2018 г.) вярва, че монархията е по-добра организационна форма от републиката.

## Списък на князете и кралете

### Княз на Румъния
| Име                  | Роден – Починал                     | Управление     | Династия               |
| -------------------- | ----------------------------------- | -------------- | ---------------------- |
| Александру Йоан Куза | 20 март 1920 – 15 май 1873 г.       | 1859 – 1866 г. |                        |
| Карол I              | 20 април 1839 – 10 октомври 1914 г. | 1866 – 1881 г. | Хоенцолерн-Зигмаринген |

### Крал на Румъния
| Име         | Роден – Починал                          | Управление     | Династия               |
| ----------- | ---------------------------------------- | -------------- | ---------------------- |
| Карол I     | 20 април 1839 – 10 октомври 1914 г.      | 1881 – 1914 г. | Хоенцолерн-Зигмаринген |
| Фердинанд I | 24 август 1865 – 20 юли 1927 г.          | 1914 – 1927 г. | Хоенцолерн-Зигмаринген |
| Михай I     | 25 октомври 1921 г. – 5 декември 2017 г. | 1927 – 1930 г. | Хоенцолерн-Зигмаринген |
| Карол II    | 15 октомври 1893 – 4 април 1953 г.       | 1930 – 1940 г. | Хоенцолерн-Зигмаринген |
| Михай I     | 25 октомври 1921 г. – 5 декември 2017 г. | 1940 – 1947 г. | Хоенцолерн-Зигмаринген |